# Kenneth Duberstein
Kenneth M. Duberstein (21. dubna 1944, New York, New York – 2. března 2022) byl americký podnikatel a bývalý politik za Republikánskou stranu USA. V letech 1988–1989 pracoval v administrativě Ronalda Reagana jako ředitel kanceláře Bílého domu. Předtím působil na různých vysokých úřednických postech. Po svém vládním angažmá se vrátil do soukromého sektoru.